# Montigny (Sena Marítimo)
Montigny é uma comuna francesa na região administrativa da Normandia, no departamento de Sena Marítimo. Estende-se por uma área de 7,84 km². Em 2010 a comuna tinha 1 269 habitantes (densidade: 161,9 hab./km²).